# Eleanor Patterson
Eleanor Patterson (Leongatha, nascuda el 22 de maig de 1996) és una atleta australiana d'atletisme que competeix en salt d'alçada. Va guanyar la medalla d'or als Campionat del Món d'atletisme de 2022, la de plata en l'edició de 2022 i la de bronze als Jocs Olímpics d'estiu de 2024 a París.

## Biografia
Nascuda a Leongatha, Victòria, Patterson va començar a competir en salt d'alçada quan era una nena. Va anar a Little Athletics amb la seva amiga i es va enamorar d'aquest esport. Va competir en molts esdeveniments locals. Va ser subcampiona als campionats nacionals júnior (sub-20) el 2011, on va marcar una millor marca personal d'1,82 m als 14 anys. Va tornar l'any següent per guanyar aquest títol i millorar a 1,87 m.
En la seva primera competició internacional, Patterson va guanyar la medalla d'or als Campionats del Món Juvenil de 2013, amb una marca personal d'1,88 m. Va guanyar per un marge de sis centímetres. Al desembre, va batre rècord el del campionats escolars d'Austràlia, aconseguint una alçada d'1,96 m, on va igualar a Charmaine Gale-Weavers (en el 1981) i Olga Turchak (en el 1984). Aquell dia va establir un nou rècord juvenil d'Oceania. Amb 17 anys va tenir tres intents per aconseguir el rècord sènior australià d'1,98 m, però va fallar els tres intents.
Patterson feia regularment més d'1,90 m durant la temporada 2014, va guanyar un quart títol juvenil d'Austràlia consecutiu i el seu primer títol nacional sènior als Campionats d'Austràlia. També va guanyar al Melbourne Track Classic amb un salt d'1,92 m. Va decidir perdres el Campionat del Món júnior de 2014 per representar Austràlia als Jocs de la Commonwealth de 2014. El moviment va donar els seus fruits ja que va saltar 1,94 m per guanyar la medalla d'or per davant de l'anglesa Isobel Pooley. Això va convertir la jova de 18 anys en la tercera campiona més jove dels Jocs de la Commonwealth d'Austràlia.
Va acabar vuitena als Campionats del Món de 2015. Va competir als Jocs Olímpics d'estiu de 2016, però no es va classificar per a la final. Arran de no va formar part de la plantilla dels Jocs de la Commonwealth 2018; decebuda, va prendre un any de descans de l'esport abans de tornar el 2019.
El 2020, va establir un nou rècord australià, saltant 1,99 m a Nova Zelanda. Després d'haver-se classificat per als Jocs Olímpics d'estiu de 2020 a Tòquio, va saltar 1,95 m al seu grup i, per tant, es va classificar per a la final. Allà, va aconseguir 1,96 m per aconseguir un cinquè lloc, 8 cm per darrere de la guanyadora final, Mariya Lasitskene.
El març de 2022, als Campionats del Món de pista coberta de 2022 a Belgrad, va establir un nou rècord d'Oceania en coberta, va saltar 2,00 m i va guanyar la medalla de plata. Al juliol, va guanyar la medalla d'or als Campionats del Món de 2022 a Eugene, Oregon, on va empatar el rècord nacional australià de 2,02 m. A l'agost, va guanyar la medalla de plata als Jocs de la Commonwealth de 2022. L'any següent, va guanyar la medalla de plata als Campionats del Món de 2023.
El 2 d'agost de 2024, va obtenir la medalla de bronze als Jocs Olímpic de París amb un salt de 1,95 m, empatada amb la saltadora d'Ucraïna Irina Heràsxenko. La prova va ser vençuda per la també ucraïnesa Iaroslava Mahútxikh.